# جاده ۱۴ (ایران)
جاده ۱۴، جاده‌ایست با امتداد شرقی-غربی در آذربایجان که اردبیل را به  شهرستان مشگین‌شهر ،اهر، ورزقان، تبریز، شبستر و سلماس متصل می‌کند.